# جرافة أثرية
الجرافة الأثرية (المصطلح الإنجليزي (Shovelbum) مأخوذ من كلمة scofl من الإنجليزية القديمة = التي تعني جرافة / وهي أداة حفر وكلمة bum من الإنجليزية الأمريكية = والتي تعني الشخص الذي ليس له مكان سكن ثابت)، وهو مصطلح يستخدمه بعض علماء الآثار في الولايات المتحدة للإشارة إلى الحفارات الاحترافية المستخدمة في مشروعات إدارة الموارد الثقافية. والمصطلح «الجرافة الأثرية» أو «الحفار الأثري» يكون ازدرائيًا عندما يستخدمه غير المتخصصين، إلا أنه يكون تفأخرى ا بشكل كبير عندما يستخدمه علماء الآثار للإشارة إلى أنفسهم. 

## توطئة
يشار إلى هذا المصطلح على أنه شكل ضعيف من أشكال المهنيين المحترفين الذين لم يتح لهم الوقت اللازم لاستخدام الجرافة الأثرية بطريقة ازدرائية، خصوصًا في الفصول الدراسية. وبخلاف مصطلح «المتسكعين على الشواطئ»، فإن لقب «الجرافة الأثرية» لا يمنح إلا بعد إجراء قدر كبير من الأعمال الميدانية / المعملية المكثفة. ويقتبس توماس إف كينغ، وهو كاتب للعديد من كتب إدارة علاقات العملاء (CRM) ما قاله آر جو براندون، مؤسس الجرافات الأثرية
في تقرير ممارسة أنشطة الآثار 
| جرافة أثرية | أي عالم آثار يستحق أن يطلق عليه اسم عالم آثار إذا قضى بعض الوقت في التعامل مع الجرافات الأثرية | جرافة أثرية |

عندما يقول عالم الآثار إنه قضى عددًا محددًا من السنوات «على الطريق في تجريف الأرض بحثًا عن الآثار»، فإن النظراء والطلاب على حد سواء يفهمون أن ذلك يعني أنه في الظروف العصيبة، بغض النظر عن الأوضاع، يمكن أن ينتج هذا الشخص بيانات وتقارير علمية ذات جودة عالية.
ومن يطلق عليهم جرافات الآثار يمتلكون قدرًا كبيرًا من المعرفة بالأوجه العملية لعلم الآثار. وهم لا يعملون على المستويات النظرية، ولكنهم يتعاملون مع أقصى العناصر، ولديهم مستويات ضخمة من المعرفة بالعناصر والبيئة والبيولوجيا المتعلقة بالمنطقة التي يعملون بها. فلا يمكن ممارسة علم الآثار من المكتب.

## الثقافة الشعبية
Shovel Bum هي مجلة إلكترونية تدور حول الحياة في المجال الأثري تم إنشاؤها عن طريق ترينت دي بوير في عام 1997 (). وقد استخدم ترينت وبيتسي دي بوير الرسومات المضحكة للمساعدة على تفسير المهام الفنية في المجال الأثري لأصدقائهم وأفراد أسرهم. وقد اشتملت الإصدارات التالية على ما كان يقدمه الأشخاص الآخرون الذين يطلق عليهم اسم الجرافات الأثرية من مختلف أرجاء الدولة. وتستضيف قناة أركيولوجي تشانيل () اثنين من فيديوهات الجرافات الأثرية (Shovel Bum) القصيرة.